# Oda Bjørnholt
Oda Valborg Emilie Bjørnholt (født Sander, 16. december 1898 i København, død 11. august 1984 på Frederiksberg) var en dansk modstandskvinde under 2. verdenskrig, medlem af DKP og cigarruller.

## Opvækst og baggrund
Oda blev født ind i en fattig arbejderfamilie på Nørrebro, som 7. barn i rækken. Hun voksede op hos sine forældre, smed Hans Henrik Frits Sander (1866–1943) og Hansine Edvardine Vilhelmsen (1864-1927).
Efter at have afsluttet 7. klasse, kom hun i lære som cigarrullerske, og fortsatte livet igennem arbejdet i tobaksbranchen. Anden juledag 1922, blev hun som 24 årig gift med den tre år ældre malersvend Anker Andersen Bjørnholt (født 11. marts 1895 ved Ørnsø, Silkeborg Sogn) og sammen fik de datteren Agnes. Ægteskabet gik senere i opløsning. 

## Politisk engagement
På trods af en hverdag med familie og arbejde, fordybede hun sig i historisk litteratur. Igennem litteraturen fik hun social indsigt og klassebevidsthed og i begyndelsen af 1930’erne tog hun på en rejse til Hamburg, hvor hendes politiske interesse for alvor vakt ved mødet med de tyske kommunister.
Efter rejsen meldte hun sig i 1931 ind i Danmarks Kommunistiske Parti (DKP), som var stiftet i 1919 og på daværende tidspunkt lagde mange kræfter i at organisere arbejderne i fagforeninger og præge dem i kommunistisk retning.  Mange kommunister blev valgt som tillidsfolk på arbejdspladser og i fagforeninger, og også Oda blev hurtigt engageret i partiarbejde og deltog bl.a. i studiekredse. Ægtefællen Anker, var også DKP-er og begge fik tillidsposter og deres hjem blev brugt som mødested for DKPs Frederiksbergafdeling. Senere DKP'er Eivin Nielsen husker at have mødt fremtrædende medlemmer af DKP i Odas hjem: "Det var et hjem med meget stor viden, og jeg lærte meget af Oda om fagbevægelsen og fagbevægelsens kamp, ikke mindst om tobaksarbejderne, husker Eivin."
Men Oda var tillige stærkt internationalt orienteret. Ud over at deltage i hjælpearbejdet for de flygtninge, der blev forfulgt af det nazistiske styre i 1930’ernes Tyskland, og i tøjindsamlingen i forbindelse med Den Spanske Borgerkrig begav hun sig på flere politisk motiverede ture til udlandet. I 1932 rejste hun på egen hånd til Berlin for at følge det afgørende valg, der førte til Hitlers magtovertagelse, og i 1937 tog hun ligeledes alene til Sovjetunionen, som hun var meget optaget af. Bjørnholt var i slutningen af 1930’erne tillidskvinde på sin arbejdsplads, og hun var tillige 1939–45 medlem af bestyrelsen for sin fagforening Enigheden, Tobaksarbejderforbundets afdeling i Kbh. 

## Modstandsarbejde
Odas hverdag påvirkedes ikke nævneværdigt, da Danmark i 1940 blev besat af tyske tropper, blot gjorde hele krigssituationen det med tiden vanskeligere at skaffe tobak til fabrikken, hvor hun var ansat. I juni 1941, da Tyskland angreb Sovjetunionen, ændredes situationen med ét for de danske kommunister. DKP blev illegalt og adskillige af hendes partifæller arresteret. Selv undgik hun arrestation, men blev snart efter fyret med den begrundelse, at lageret af tobak var sluppet op. At afskedigelsen var politisk motiveret understregedes af, at hun ikke blev genansat, da fabrikken atter modtog tobak. I efteråret 1941 indledte Oda sin modstandskamp, idet hun deltog i trykning af Land og Folk, DKPs illegale avis. Rigtig fart tog illegaliteten imidlertid, da familien i sensommeren 1942 blev opsøgt af deres partikammerat Eigil Larsen, der havde fået til opgave at organisere sabotagen. Odas mand startede derefter som kurer for Eigil Larsen, men hvervet blev kort efter overdraget til hende. Som kurer for en af modstandsbevægelsens centrale skikkelser fik Oda indflydelse og ansvar ud over det sædvanlige, og opgaven optog snart al hendes tid. Hun transporterede f.eks. mikrofilm, pakker og breve, skaffede logi til folk, der var gået under jorden, samt diskuterede og planlagde aktioner med Eigil Larsen. Fra august 1943 og resten af krigen levede hun selv illegalt, efterlyst af den tyske værnemagt. Selvom hun udsatte sig selv for et stort nervepres ved at være kurer, kom det aldrig på tale, at hun kunne trække sig ud af modstandsarbejdet, dertil var hendes viden alt for omfattende. Det illegale liv var på mange måder rædselsfuldt og ydmygende. Det tærede på kræfterne hele tiden at være på farten og lede efter nye logier, særlig efter 1943, da værnemagten indførte dødsstraf for at huse illegale. Oda var medlem af en ventegruppe, der skulle træde i aktivitet ved krigens slutning, og i den første tid efter Befrielsen gjorde hun tjeneste ved Domhuset.
Efter krigen var det vanskeligt for Oda at vende tilbage til et almindeligt liv som tobaksarbejderske. Hverdagen virkede som en indholdsløs kliché. I 1947 blev hun opstillet som folketingskandidat for DKP i Østre Storkreds, men blev ikke valgt. Resten af livet levede hun med forskellige fysiske skavanker, som hun selv mente var en konsekvens af det psykiske pres i besættelsesårene.
Oda døde den 11. august 1984 på Frederiksberg i en alder af 85 år.